# Anna Howard Shaw
Anna Howard Shaw (14 de fevereiro de 1847 – 2 de julho de 1919) foi uma líder do movimento sufragista nos Estados Unidos. Ela era também médica e uma das primeiras ministras metodistas femininas nos Estados Unidos.